# Sentences de mort
À ne pas confondre avec le western Sentence de mort.
Pour plus de détails, voir Fiche technique et Distribution.
Sentences de mort (titre original : Le foto di Gioia) est un giallo érotique italien réalisé par Lamberto Bava, sorti en 1987.
Le film raconte l'histoire de Gioia, propriétaire du magazine pour adultes Pussycat. Elle est harcelée par un tueur qui lui envoie des photos de ses collègues avec ses propres photos érotiques en arrière-plan.
Le film a été conçu pour mettre en vedette Serena Grandi après le succès de son précédent film Miranda (1985). Le film a été tourné en 10 semaines et est sorti en avril 1987 en Italie, accueilli par des réactions publiques et critiques globalement négatives.

## Synopsis
Gioia, ancien mannequin, dirige un magazine pour hommes, Pussycat, qu'elle a hérité de son défunt mari. Une nuit, un tueur portant une perruque blonde assassine Kim, l'amie de Gioia, avec une fourche devant la maison de Gioia. Mark, son voisin paraplégique, en est témoin et appelle Gioia pour l'alerter, mais celle-ci ne trouve rien à l'extérieur. Le tueur prend des photos du corps de Kim devant les photos de mannequin de Gioia, puis lui envoie les photos, qui sont retrouvées par son assistante, Evelyn. Lorsque le corps de Kim est retrouvé dans une benne à ordures, les exemplaires de Pussycat commencent à se vendre car Kim était en couverture.
Tony, le frère de Gioia, participe à une séance de photos pour Pussycat avec Sabrina. Ils essaient de faire l'amour ce soir-là, mais Tony a des problèmes d'impuissance. Après son départ, le tueur apparaît en costume d'apiculteur et libère des abeilles qui, attirées par le parfum de Sabrina, la piquent à mort. Le tueur prend d'autres photos et les envoie à Gioia, qui reconnaît la photo d'elle à l'arrière-plan. Elle confronte Roberto, le photographe, qui lui dit que les seuls négatifs qu'il possédait ont été volés il y a quelque temps.
Flora, une vieille connaissance de Gioia, tente d'acheter Pussycat et Gioia finit par accepter de la vendre dans l'espoir que cela mettra fin à la série de meurtres. Tony présente Gioia à sa nouvelle petite amie Susan, et ils repèrent son grand magasin pour une séance de photos. Ils se séparent et Gioia trouve le corps de Tony sur l'escalator. Le tueur la nargue sur le système de sonorisation. Elle s'échappe par le monte-charge, où elle retrouve le corps de Susan. Cependant, lorsque la police arrive, les deux corps ont été enlevés. Le tueur envoie d'autres photos à Gioia et, plus tard, Evelyn trouve le cadavre de Susan dans sa voiture.
Les policiers se présentent au domicile de Roberto pour l'interroger et trouvent les photos de Gioia. Ils appellent Gioia pour la prévenir au moment où Roberto se présente chez elle. Elle le fuit, il le poursuit et se fait renverser par une voiture qui le tue et s'en va. Les policiers concluent qu'il est le tueur et considèrent que l'affaire est close.
Gioia vend le magazine à Flora et rentre chez elle pour découvrir qu'Evelyn a quitté le magazine. Elle trouve ensuite le corps de Tony flottant dans sa piscine et commence à rassembler les indices. Le tueur la nargue à nouveau, à l'intérieur de sa maison, puis surgit avec une perruque blonde et se révèle être Tony. Il explique son mobile, à savoir qu'il a commis ces meurtres pour protéger sa sœur et se rapprocher d'elle. Mark aperçoit Tony et Gioia depuis sa chambre et tire dans l'aine de Tony avec son fusil, le blessant grièvement. Gioia est emmenée à l'hôpital pour se rétablir, et Mark lui apporte des fleurs.

## Fiche technique
- Titre français : Sentences de mort[1]
- Titre original : Le foto di Gioia[2]
- Réalisation : Lamberto Bava
- Scénario : Gianfranco Clerici, Daniele Stroppa d'après une histoire de Luciano Martino
- Photographie : Gianlorenzo Battaglia
- Montage : Mauro Bonanni
- Musique : Simon Boswell
- Décors : 	Massimo Antonello Geleng
- Sociétés de production : Dania Film, Devon Film, National Cinematografica
- Pays de production :  Italie
- Langue originale : italien
- Tournage : couleurs
- Genre : giallo érotique
- Durée : 105 minutes
- Date de sortie : 
  - Italie : 10 avril 1987
- Interdit aux moins de 16 ans

## Distribution
- Serena Grandi : Gioia
- Vanni Corbellini (it) : Tony
- George Eastman : Alex
- David Brandon (en) : Roberto
- Sabrina Salerno : Sabrina
- Karl Zinny (it) : Mark
- Capucine : Flora
- Trine Michelsen (da) : Kim
- Daria Nicolodi : Evelyn
- Lino Salemme : inspecteur Corsi
- Marcia Sedoc (it) : Kelly
- Giuseppe Marrocco : docteur
- Gianni Franco (it) : inspecteur adjoint
- Corrado Pani

## Production
Sentences de mort a été envisagé pour mettre en vedette Serena Grandi qui venait d'apparaître dans le film Miranda (1985) de Tinto Brass.
Le film a été tourné en 10 semaines, ce qui a amené le réalisateur Lamberto Bava à dire que c'était l'un des rares films pour lesquels il avait eu assez de temps et de budget pour obtenir les résultats qu'il souhaitait, Dans une interview, Bava a suggéré qu'après avoir fait plusieurs gialli l'un à la suite de l'autre, il a commencé à se sentir moins enthousiaste à l'égard du genre, préférant des films plus fantastiques comme Démons. Cela a conduit Bava à explorer la notion de point de vue du tueur dans Sentences de mort, qui consiste à montrer la perception qu'a le tueur de ses victimes en leur donnant des caractéristiques visuelles grotesques, allant d'une femme ayant un globe oculaire géant en guise de visage à une autre ayant l'apparence d'une abeille.